# Franck Jurietti
Franck Jurietti (Valence, 30 maart 1975) is een Franse voormalig voetballer (verdediger). Gedurende zijn carrière speelde hij onder andere voor FC Gueugnon, SC Bastia, AS Monaco, Olympique Marseille en Girondins de Bordeaux.
Jurietti speelde op 12 oktober 2005 een interland voor de Franse nationale ploeg (4-0 winst tegen Cyprus). Dit was zijn enige en laatste interland, waarin hij slechts 5 seconden mocht meespelen, een record.

## Carrière
- 1993-1994: Olympique Lyon
- 1994-1997: FC Gueugnon
- 1997-2000: SC Bastia
- 2000-2001: AS Monaco
- 2001-2002: Olympique Marseille
- 2002-2003: AS Monaco
- 2003-2010: Bordeaux

## Erelijst
| Kampioen Ligue 1      | 1x | 2008/09          |
| Coupe de la Ligue     | 2x | 2006/07, 2008/09 |
| Trophée des Champions | 2x | 2008, 2009       |